# Kanzel Möllenbeck (Landkreis Ludwigslust-Parchim)

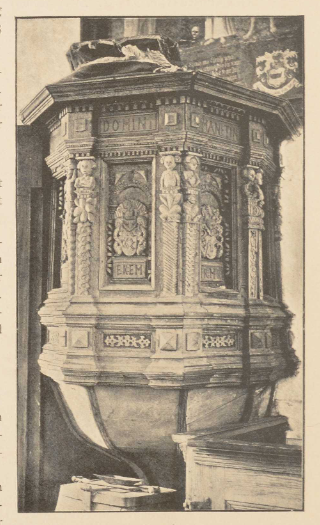
Kanzel in der Dorfkirche Möllenbeck (Foto vor 1900)

Die Kanzel in der Dorfkirche in Möllenbeck, einer Gemeinde im Landkreis Ludwigslust-Parchim in Mecklenburg-Vorpommern, wurde 1623 geschaffen. Die Kanzel ist als Teil der Kirchenausstattung ein geschütztes Baudenkmal.
Die hölzerne Kanzel im Stil der bäuerlichen Renaissance ist mit üppigen Schnitzereien versehen. 
Die Füllungen sind mit Wappen der Familie Koppelow und Initialen geschmückt:
1. E . K : M G (Engelke von Koppelow († 1624) auf Möllenbeck und Siggelkow, und Margaretha von Grabow aus dem Hause Suckwitz)
2. E . K : E M (Ernst von Koppelow († 1632) auf Möllenbeck und Elisabeth von Moltke)
3. I R : M K (Johann von Restorff auf Mustin († 1621) und Magdalena von Koppelow aus dem Hause Möllenbeck).

Das vierte Feld ist leer. Oben über diesen Füllungen ist die Inschrift VERBVM – DOMINI – MANET IN – AETERNVM (Das Wort des Herrn bleibt in Ewigkeit, Jes 40,8 ) zu sehen.